# A massza (film, 1958)
A massza (eredeti cím: The Blob) 1958-ban készült színes, amerikai horror/tudományos-fantasztikus film, mely a pennsylvaniai Downingtown lakóit terrorizáló óriási, amőbaszerű lény történetét meséli el.

E mozifilm sikere tette széles körben ismert filmszínésszé a főszereplő Steve Andrewst alakító Steve McQueent.

A massza főcímdala, a szatirikus hangot megütő „Beware of the Blob” Amerika-szerte kedvelt sláger lett, és hangsúlyozta a film alapjában véve parodisztikus voltát.

A filmet Larry Hagman 1972-es folytatása, a „Beware!The Blob” valamint Chuck Russell 1988-as feldolgozása követte.

## A cselekmény
|  | Alább a cselekmény részletei következnek! |

A címszereplő amorf lény egy meteorral érkezik a Földre. Két fiatal, Steve (McQueen) és Jane (Corsaut), a hullócsillagot látva autójukkal a helyszínre hajtanak. Ezenközben egy öregember, akinek a háza mellett csapódott be a meteor, megtalálja a masszát. Óvatlansága miatt a lény a kezére akaszkodik, és azonnal emészteni kezdi, így jutván táplálékhoz. A rémült öregembert kis híján elgázolja a helyszínre érkező pár, majd az öregember kérésére orvoshoz viszik.Doktor Hallen rendelőjében a massza teljesen elemészti az öregembert, és röviddel ezután végez a doktorral és annak asszisztensnőjével is. Ezt látva Steve és Jane a rendőrségre sietnek, azonban Dave hadnagy és a cinikus Bert őrmester nem hisznek nekik. Miközben a massza további áldozatokat szed, a pár igyekszik felhívni barátai és a városlakók figyelmét a veszélyre. A vegyesboltban akadnak rá a lényre, ami üldözőbe veszi őket. A fiú és a lány a hűtőkamrában lel menedéket, ahova a massza nem követi a párt. A boltból kiszökve Steve és Jane riadót fújnak, a városka lakói azonban még mindig nem hiszik el a történetüket. A massza ezenközben hatalmasra duzzadva megtámadja a városka moziját, számos embert megölve. A sikoltozó menekülők és az alaktalan lény láttán mindenki számára nyilvánvalóvá válik Steve és Jane igaza. A szörny elől a pár egy gyorsétteremben rejtőzik el, amit az körbeölel és megpróbál behatolni, hogy elkapja a fiatalokat. A rendőrség egy elektromos vezetékkel próbálja elpusztítani a masszát, de csak azt érik el, hogy kigyullad a gyorsétterem, tovább nehezítve Steve-ék kijutását. A lángokat oltókészülékkel megfékezni igyekvő fiú akaratlanul lespricceli a massza egyik állábát, mire az azonnal visszahúzódik. Steve számára világossá válik, hogy a lény nem viseli el a hideget, ezért nem követte őt és Jane-t a hűtőkamrába. Végül a rendőrségnek és a városlakóknak az iskolaépületből szerzett oltókészülékekkel sikerül megfékezni a szörnyet, a film záró képsorában pedig egy katonai gépet látunk, amint az Északi-sark fölött ledob egy, a megfagyott masszát tartalmazó ládát.
|  | Itt a vége a cselekmény részletezésének! |

## Főszereplők
- Steve McQueen (Steve Andrews)
- Aneta Corsaut (Jane Martin)
- Earl Rowe (Dave hadnagy)
- John Benson (Jim Bert őrmester)
- Olin Howland (öregember)
- Alden 'Stephen' Chase (doktor Hallen)
- Lee Paton (Kate nővér)

## Fontosabb díjak és jelölések
- 2008-ban jelölték TV Land-díjra a "legjobb autósmozi" kategóriában.

## A film utóélete
- A massza megért egy parodisztikus folytatást: Larry Hagman 1972-ben készítette el, Frank Darabonttal közösen írt filmjét, a Beware!The Blobot, melyben a lény Los Angeles külvárosában garázdálkodik.
- 1988-ban Chuck Russell készítette el a film remake-jét, Kevin Dillonnal és Shawnee Smithszel a főszerepben. Ebben a változatban a lény egy félresikerült kormányprogram terméke, és a főhősöknek nem csak a masszával, hanem a helyszínre érkező katonasággal is fel kell venniük a küzdelmet. Chuck Russell filmjét három különböző díjra, hat kategóriában is jelölték.
- A forgatókönyv alapján regény is született, David Bischoff azonos című művét 1988-ban jelentette meg a Tri-Star Pictures könyvkiadó vállalata.